# Resolutie 96 Veiligheidsraad Verenigde Naties
Resolutie 96 van de Veiligheidsraad van de Verenigde Naties van 10 november 1951 werd aangenomen met negen stemmen voor, geen tegen en twee onthoudingen van India en de Sovjet-Unie. De Veiligheidsraad vroeg VN-vertegenwoordiger voor India en Pakistan Frank Graham verder te werken aan een plan om Kasjmir te demilitariseren.

## Achtergrond
In de overeenkomst over het door India en Pakistan betwiste gebied Kasjmir moest een demilitarisatie tot stand komen en een volksraadpleging gehouden worden. VN-vertegenwoordiger voor India en Pakistan Frank Graham moest een plan voor die demilitarisatie uitwerken.

## Inhoud
De Veiligheidsraad had het rapport van VN-vertegenwoordiger voor India en Pakistan Frank Graham over zijn missie ontvangen en zijn toespraak voor de Veiligheidsraad op 18 oktober gehoord. Er werd instemmend verwezen naar de basis voor een programma van demilitarisatie. Ook werd onder dankbetuiging verwezen naar het akkoord van beide partijen om een vredevolle overeenkomst uit te werken, het staakt-het-vuren te respecteren en de toekomst van Jammu en Kasjmir door middel van een vrije volksraadpleging te bepalen.
De VN-vertegenwoordiger werd opgedragen om verder te werken aan het demilitarisatieplan. De partijen werden gevraagd om voluit mee te werken met de VN-vertegenwoordiger om hun meningsverschillen op te lossen. Hij moest uiterlijk zes weken na het in werking treden van deze resolutie rapporteren over zijn inspanningen en de aan hem voorgelegde problemen.
Lijst ·  90 ·  91 ·  92 ·  93 ·  94 ·  95 ·  96